# CipSoft
CipSoft est une entreprise allemande qui développe, publie et exploite des jeux vidéo.
Son plus grand succès est le jeu de rôle en ligne Tibia, un des premiers MMORPG au monde. 

## Entreprise
En 1995, quatre étudiants de Regensburg en Allemagne, Stephan Börzsönyi, Guido Lübke, Ulrich Schlott et Stephan, travaillaient sur leur propre jeu de rôle en ligne massivement multijoueur. Pour se distancer des jeux traditionnellement fondés sur du texte, ils voulaient montrer aux joueurs une nouvelle perspective sur les jeux de rôle en ligne. Ainsi, ils programmaient un jeu graphique qui leur permettait d’avoir un point de vue plus réel sur le monde virtuel. 
Grâce au grand succès de Tibia, les anciens étudiants ont décidé de créer leur propre entreprise. En 2001, les quatre programmeurs ont fondé la CipSoft GmbH, listé dans le "Branchenbuch", le registre allemand

## Prix
- En 2007 CipSoft a fait la quatrième place du "Deloitte Technology Fast-50 Challenge" [3]
- En 2008 CipSoft a fait la troisième place du "British Telecom Wi-Fi developer challenge" avec le jeu TibiaME[4]

## Produits

### Tibia
Tibia est un des premiers jeux de rôle en ligne (MMORPG) du monde. Il est le produit principal de CipSoft GmbH. Les joueurs traversent un monde fantastique en 2D où ils peuvent vivre des aventures virtuelles conjointement avec d’autres joueurs ou seul. L'objectif est de développer progressivement son personnage.
En tant que chevalier, paladin, sorcier ou druide, les joueurs peuvent unir leurs différentes forces. Tibia est toujours fondé sur du 2D, ce qui n'a pas influencé la croissance du nombre de joueurs. Grâce à ses deux mises à jour par an et la liberté dans le jeu même, le premier MMORPG de CipSoft jouit toujours d'une grande popularité.

### TibiaME
TibiaME est le premier jeu de rôle en ligne pour téléphones mobiles. L’histoire du jeu est inspirée du jeu Tibia, le précurseur de plusieurs MMOPRGs. Le joueur a le choix entre chevalier ou sorcier pour ensuite développer les compétences de son personnage.
L'objectif du jeu est d'explorer les paysages variés du monde et d’entrer dans des cachots dangereux, mais aussi d'interagir d’une manière diplomatique avec d'autres joueurs. Le joueur peut se déconnecter à tout moment et se reconnecter plus tard, sans perdre son statut. 

### Fiction Fighters
Fiction Fighters est le nouveau venu de CipSoft qui sortira en 2011. Il s'agit d'une bande dessinée interactive en 3D. Les joueurs se déplacent dans un univers parallèle en tant que héros de bande dessinée pour combattre les ennemies de l’histoire. Chaque personnage peut développer ses compétences d’une manière continue.